# کوه وین
کوه وین (به انگلیسی: Mount Wynne) یک کوه در ایالات متحده آمریکا است که در شهرستان فرزنو، کالیفرنیا واقع شده‌است. کوه وین ۴٬۰۱۷٫۰۱ متر بالاتر از سطح دریا واقع شده‌است.